# KDE Platform 4
KDE Platform 4 – программная платформа разработанная KDE Community. Она предоставляет собой средства разработки различных приложений с использованием графического интерфейса для рабочего стола, а также набор библиотек и инструментов, которые обеспечивают функциональность и стабильность для KDE приложений.

Структура программы KDE

## Технологии
- Пользовательский интерфейс
  - Plasma — графическое окружение
  - KHTML — браузерный движок
  - KIO — extensible network-transparent file access
  - KParts — lightweight in-process graphical component framework
  - Sonnet — проверка правописания
  - XMLGUI — позволяет описывать элементы интерфейса, такие как меню и туллбары, с помощью XML
  - Goya
- Драйверы и мультимедиа
  - Phonon — мультимедиа фреймворк
  - Solid — фреймворк интеграции оборудования
- Сервисы
  - NEPOMUK
  - KNewStuff
  - Policykit-KDE
- Общение
  - Akonadi
- Игры
  - Gluon
  - KGGZ
- Прочее
  - ThreadWeaver — библиотека для распределённых вычислений
  - Kiosk — реализация ПО для организации работы в режиме киоска
  - Kross
  - KConfig XT
  - WebDAV

### Технологии, заменённые в KDE Platform 4
- aRts — звуковой сервер (заменён на Phonon)
- DCOP — система межпроцессного взаимодействия (заменена на D-Bus)

## KParts
KParts — компонентный фреймворк для среды рабочего стола KDE Plasma. Единичный компонент называется KPart. Эта технология аналогична компонентам Bonobo в среде GNOME и ActiveX в Component Object Model от Microsoft. Konsole доступен в составе KPart и используется в таких приложениях, как Konqueror и Kate.
Примеры использования KParts :
- Konqueror использует Okular для отображения документов
- Konqueror использует Dragon Player для воспроизведения мультимедиа
- Kate использует компонент kParts
- Некоторые приложения используют KPart Konsole, чтобы встроить эмулятор терминала.

## Solid
Solid — фреймворк для интеграции оборудования, используемый в KDE 4 и KDE Frameworks. Его функциональность аналогична мультимедийному фреймворку KDE Phonon. В настоящий момент поддерживает udev, NetworkManager и BlueZ (официальный стек Bluetooth в ядре Linux). Однако каждая его часть может быть заменена на другую, делая приложения, использующие Solid, очень гибкими и портируемыми. Ведется работа по портированию бекенда Solid под Windows.

## Kdelibs
Kdelibs — основной компонент платформы, который содержит набор библиотек и модулей для работы с различными аспектами приложений KDE, включая работу с графикой, сетевыми протоколами, звуком и другими.

## Nepomuk
Nepomuk — технология, предназначенная для организации и поиска информации на компьютере. Она предоставляет инструменты для создания и управления метаданными файлов, позволяя пользователям легко находить нужные документы, музыку, фотографии и другие файлы.

## Phonon
Phonon — мультимедийный фреймворк, который предоставляет абстрактный интерфейс для работы с мультимедиа. Он позволяет программистам легко создавать и управлять воспроизведением аудио и видеофайлов.